# Улица Первого Мая (Петергоф)
У́лица Пе́рвого Ма́я — улица в городе Петергофе Петродворцового района Санкт-Петербурга. Проходит от Гостилицкой улицы до Ульяновской улицы.
Первоначально это было Голи́цынский проспект. Название возникло примерно в 1908 году и произошло от фамилии князя Б. Б. Голицына, усилиями которого был проложен проспект. Изначально он проходил от Гостилицкой улицы до Петергофской нефтебазы (дом 89).
В 1920-х годах проспект переименовали в улицу Первого Мая — в честь Дня международной солидарности трудящихся — в ряду других примеров одновременной замены дореволюционных названий улиц в этой части Петергофа на абстрактные (см. также Лесная улица, Дачная улица, Кооперативная улица).
В 1970-х годах улица была продлена до Ульяновской улицы.

## Застройка
- № 3 — УМВД по Петродворцовому району. Здание было построено в 2012 году и открыто 26 января 2013 года[2][3].
- Ранее дом 100 имел Физический факультет Санкт-Петербургского государственного университета.

## Интересный факт
В 1920-х годах по улице Первого Мая был назван Первомайский переулок, отходящий от нее.

## Транспорт
По улице Первого Мая проходят автобусные маршруты № 329, 354, 356Ш.
В 2014 году остановку «Пригородная улица» переименовали в «Улицу Первого Мая, 89», поскольку Пригородная улица расположена вдалеке от улицы Первого Мая.

## Перекрёстки
- Гостилицкая улица
- Широкая улица
- Бобыльская дорога
- Первомайский переулок
- Улица Дзержинского
- Дачная улица
- Лесная улица
- Солнечная улица
- Цветочная улица
- Ульяновская улица